# 홍기조
홍기조(洪基兆, 1865년 12월 6일~1938년 7월 6일)는 한국의 독립운동가이다. 천도교 도호(道號)는 유암(游菴)이다.
평안남도 룡강군 출생으로, 어릴때는 한학을 배우다가 20대 초반에 동학에 입교했다. 1894년 동학농민운동 때는 관서 지방의 동학 교도들을 이끌고 참가했다.
1919년 2월 25일 천도교 업무와 관련하여 경성부에 왔다가, 손병희, 권동진, 오세창의 권유로 3·1 운동에 민족대표 33인 중 한 명으로 참여하기로 했다. 2월 27일 천도교 대표들과 모여 최남선이 기초한 기미독립선언서 초안에 서명했으며, 3월 1일 당일 태화관 낭독 모임에 참가했다가 체포되어 징역 2년형을 선고받아 복역했다.

## 사후
- 대한민국 정부는 그의 공헌을 기려 1962년 건국훈장 대통령장을 추서하였다.

## 같이 보기
- 독립유공자로 대통령장을 수여받은 사람

## 참고자료
- 홍기조 : 독립유공자 공훈록 - 국가보훈처
- 홍기조 독립운동인명사전 《독립기념관 한국독립운동사연구소》